# Perfect (Anne-Marie)
Perfect è un brano musicale della cantante britannica Anne-Marie, contenuto nel suo primo album in studio Speak Your Mind e scritto dalla stessa cantante in collaborazione con Jennifer Decilveo e Levi Lennox e prodotto da questi ultimi due.
Il 2 novembre 2018 una versione remixata del brano intitolata Perfect to Me è stata pubblicata come settimo singolo estratto dall'album su etichetta discografica Asylum Records.

## Tracce
Download digitale
1. Perfect to Me – 3:17

## Classifiche
| Classifica (2018) | Posizione massima |
| ----------------- | ----------------- |
| Belgio (Fiandre)  | 35                |
| Belgio (Vallonia) | 80                |
| Irlanda           | 34                |
| Regno Unito       | 41                |